# З'їзд європейських монархів у Луцьку
З'їзд європейських монархів у Луцьку — дипломатична зустріч, яка відбулася у січні 1429 року в місті Луцьку за ініціативою великого князя литовського Вітовта. Скликаний з відома та згоди короля угорського, німецького та чеського, імператора Священної Римської імперії Сигізмунда, з метою вирішення низки політичних та економічних питань Центрально-Східної Європи. Вітовт планував вирішити на ініційованому ним зібранні питання османської загрози для Європи, гуситську проблему, та, принагідно, питання власної коронації в статусі короля Литви, про що вів дипломатичне листування із Сигізмундом Люксембурзьким ще від 1428 року.
З'їзд європейських монархів був значною подією в історії середньовічного Луцька, хоча й через суперечки між головними його учасниками не мав суттєвого впливу на політичне життя тогочасної Європи.

## Передумови для з'їзду
Кревська унія передбачала об'єднання Литви і Польщі й цим самим не давала можливості литовсько-руським правителям розгорнути свої амбіції на самостійність. Коронна рада стежила за діями великого князя литовського, кидаючи підозру на будь-які зовнішньополітичні відносини Великого князівства Литовського, Руського, Жемайтійського. Вітовт, ставши 1392 року Великим князем литовським, відчував цей тиск і мріяв про суверенність князівства. Імператор Священної Римської Імперії, король угорський, німецький, чеський Сигізмунд I Люксембург заохочував Вітовта до коронації. Він хотів повністю відділити Литву від Польщі, щоб послабити вплив останньої на угорців і прусів, позаяк Сигізмунд мав там свої інтереси. Надалі він хотів створити союз між литвинами, угорцями, німцями проти польської держави. Питання про коронацію Вітовта і створення окремого литовсько-руського королівства мало вирішитися в Луцьку. Крім того, були нерозв'язаними багато складних політичних, оборонних та економічних питань, які назріли на той час в Центральній та Східній Європі. Зробивши Луцьк південною столицею Литви, Вітовт вирішив скликати з'їзд саме тут. Тож монархи з'їхалися в Луцьк і кожен намагався розв'язати свої та спільні проблеми.

## З'їзд
На початку січня 1429 року делегати почали з'їжджатися в місто. Для їх розміщення були приготовані двори і будинки не тільки в Луцьку, а й в околицях. Були заготовлені сотні бочок вина та пива, стада лосів, зубрів, диких кабанів, домашні воли, барани, золоте та срібне столове приладдя. Загалом до Луцька прибуло 15 тисяч осіб, що перевищувало населення міста в кілька разів.

### Сторони з'їзду та представники

Сигізмунд серед делегатів польських та угорських, гравюра XV ст.

- Господарями були Вітовт з литовськими і руськими князівськими родами: Олельковичів, Гольшанських, Сангушків, Четвертинських, Чорторийських, Острозьких, Друцьких, Курцевичів, бояр Кердеїв, також луцькі католицькі, православні, вірменські єпископи, єврейське духовенство.

До Луцька прибули представники таких держав:

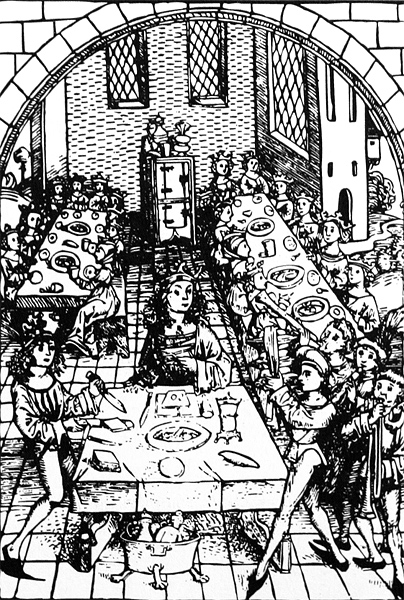
Королівська трапеза, гравюра XV ст.

- Королівство Польське. Король Владислав II Ягайло, краківський єпископ Збігнєв Олесницький, краківський архієпископ Ян Тарнавський, воєвода краківський, сенатор Войцех Ястшембець, представники родин Михаловських, Остророгів, Самотульских, князі Ліґницькі, князі Брест-Куявські, Поморські.
- Священна Римська імперія, Угорщина. Майбутній імператор король римський, чеський, угорський Сигізмунд I Люксембург з дружиною Барбарою, німецькі аристократи, чеські роди, угорські роди, хорватські роди, австрійські герцоги, дворяни Європи, прислуга, збройна сторожа.
- Данське королівство. Король данський і шведський Ерік VII.
- Лівонський орден. Магістр ордену Ціссе фон дем Рутенберг зі своїми лицарями.
- Тевтонський Орден. Командор Гердхард фон Балґі.
- Папа Римський Мартин V прислав посланця, легата Андрія Домінікана.
- Візантійська імперія. Представники імператора Іоана VIII Лев Кантакузін та священики.
- Московське князівство. Великий князь Василь II Темний, митрополит Фотій.
- Північно-Східні руські князівства. Великий князь рязанський Іван Федорович, великий князь тверський Борис Олександрович.
- Татарські хани Перекопської, Донської, Волзької орд.

Спочатку до Луцька прибула польська делегація, згодом інші. Римський король запізнився і прибув до Луцька тільки в 20-х числах січня. Його зустріч була особливо пишною. Далеко за місто виїхали господарі на чолі з Вітовтом і Ягайлом та представники руської, латинської, вірменської, єврейської, караїмської громад Луцька. Після урочистої зустрічі процесія рушила до самого міста. Назустріч виходили багато людей з сіл, самих лучан та вже прибулих гостей з'їзду. Процес мав певне значення презентації, де кожен володар намагався подати своє представництво якомога пишніше, коштовніше, багатше. Все відбувалося під звуки дзвонів церков та костелів, барабанів, сурм. Після прибуття до замку великий князь влаштував ще один прийом з королівським почестями. Тогочасний польський історик Ян Длугош так описував початок з'їзду:
|  | ...Король римський і угорський Зиґмунт прибув на той з'їзд пізніше. Він, однак прислав завчасно послів, аби це якось виправдало його запізніле прибуття. Щоб не марнувати часу на зупинку в Луцьку, король Владислав подався з Луцька полювати на угіддя між Луцьком і Житомиром і пробув там кілька днів, аж поки йому не доповіли про прибуття до Луцька короля римського Зиґмунта. ...Вийшли на зустріч на відстань однієї милі князь Вітольд зі своїм почтом панів, а після його приїзду король польський Владислав увійшов до карети, в якій їхала королева римська Барбара, і в'їхав до Луцька. Потім за князем Вітовтом поспішав на коні король римський Зиґмунт, біля якого був єпископ краківський Збіґнєв, а тим часом труби та інші різні інструменти звучали потужно. |

Отже, поки не почалися дипломатичні переговори, гості розважалися, бенкетували. Щодня споживалося 700 діжок меду, вина, мальвазії та інших напоїв, 700 волів, 1400 баранів, сотні лосів, диких кабанів, а також інші страви. В перервах між дискусіями гості проводили час в різних забавах, лицарських турнірах, полюваннях. Блазень Генне, який потім виявився агентом Сигізмунда і шпигував на його користь, поки перебував при дворі Вітовта, розважав гостей. Дипломатичні засідання відбувалися у князівському палаці, який знаходився у Верхньому замку Луцька.

### Проблеми, які вирішувалися на з'їзді
Обговорювані учасниками питання торкалися політичного, економічного, військового та релігійного аспектів життя Європи.
- Волоське питання. Угорці, турки та поляки претендували на землі Молдавії. У боротьбі з турками Молдавія за угодою 1412 року мала виступати на боці Сигізмунда. Але вона не виконувала зобов'язання. Сигізмунд за це пропонував поділити цей край між Польщею та Угорщиною.
- Коронування Вітовта. Аби відвернути амбіції Вітовта на Чеське королівство, і щоб ослабити Польщу, Сигізмунд здавна підбурював Вітовта на Литовське королівство. Вітовт також цього хотів, але активними противниками литовсько-руського королівства були поляки, які керувалися тим, що литовці не мають права нехтувати унійними зобов'язаннями. Питання коронації відклали на наступний з'їзд у Вільно.
- Створення антитурецької коаліції. Монархи, які мали свої інтереси на Балканах, або поблизу Дунаю, були занепокоєні турецькою загрозою. Хоча відносини Порти і Візантії вряди-годи складалися мирно, османсько-венеціанська війна 1423—1430 років на користь турків та турецька облога Царгорода 1422 року не давали приводу на сподівання мирного майбутнього. Угорський та німецький король виступив з пропозицією до Литви та Польщі увійти до антитурецької коаліції, на що поляки відповіли своїм небажанням наражатися на велику небезпеку доти, доки коаліції не сформує велика кількість європейських держав.
- Ганзійське питання. Данський король Ерік був особливо зацікавленим у тому, щоби врегулювати відносини з містами Німецької Ганзи. Давні сутички між ними та Данією виснажували королівство. Обговорювалися питання про врегулювання відносин з містами Ганзи.
- Релігійні питання. На з'їзді виносилося питання про унію католицької та православної церков. Вітовт прагнув мати в князівстві самостійну церковну організацію, крім того, унію підтримував римський король та папські посли. Проте духовенство відмовилося навіть вступати в дискусію, отже справа закінчилася нічим. Обговорювалися натомість питання розколу католицької церкви і діяльність гуситів у Чехії.
- Крім того, обговорювалася низка питань про вироблення правил торгівлі, про податки, про судноплавство на Балтиці.

Основне питання (коронація Вітовта), на успішне вирішення якого сподівалися Сигізмунд та Вітовт, було зірване поляками. Висловивши свій протест, польська делегація покинула Луцьк. Все ж коронування Вітовта запланували на серпень наступного року. Через протидію поляків, подію перенесли на вересень 1430 року. Коронаційні акти були підготовлені у канцелярії Сигізмунда. Литва проголошувалася королівством на вічні часи. Проте через перешкоду поляків, які перекрили шлях і не пустили корону до Литви, урочиста коронація Вітовта так і не відбулася.
Для тогочасного Луцька як одного з головних міст Великого князівства Литовського, Руського, Жемайтійського з'їзд монархів був важливою дипломатичною та історичною подією, котра підкреслила вагомість міста у розвитку князівства та Королівства Польського. Але зважаючи на велику кількість розбіжностей та суперечок між учасниками з'їзду, великого політичного значення для Європи він не мав.

## З'їзд європейських монархів у мистецтві
З'їзду європейських монархів у Луцьку присвячено декілька творів мистецтва, а саме:
- Картина Йонаса Мацкявічуса «Вітовт Великий на конгресі в Луцьку» (1934, зараз експонується в Президентському палаці Литовської Республіки[12]);
- Картина волинського художника Андрія Серебрякова «З'їзд монархів» (2013[13], зараз експонується у Волинському регіональному музеї українського війська та військової техніки, м. Луцьк);
- Поема Віктора Гребенюка «Європа. Луцьк. 1429-й» (2014)[14];
- Картина українського художника-баталіста Артура Орльонова «З'їзд європейських монархів у Луцьку. 1429 рік» (2017).

## Пам'ять
Під мурами Луцького замку розташований історичний ресторан «Корона Вітовта», названий в память про з'їзд 1429 року та княжий бенкет для високих гостей.

## Порівняння
Письменниця Оксана Забужко вбачила символізм цієї події й порівняла цей з'їзд із самітом «Підтримуй Україну», що відбувся 24 лютого 2025 року з нагоди 3-х роковин від початку повномасштабного російського вторгнення в Україну. Оцінила його як «спробу вперше обговорити концепцію майбутньої спільної європейської безпеки» і, що «саме ми ініціювали, тут у себе, концепт спільної європейської безпеки».

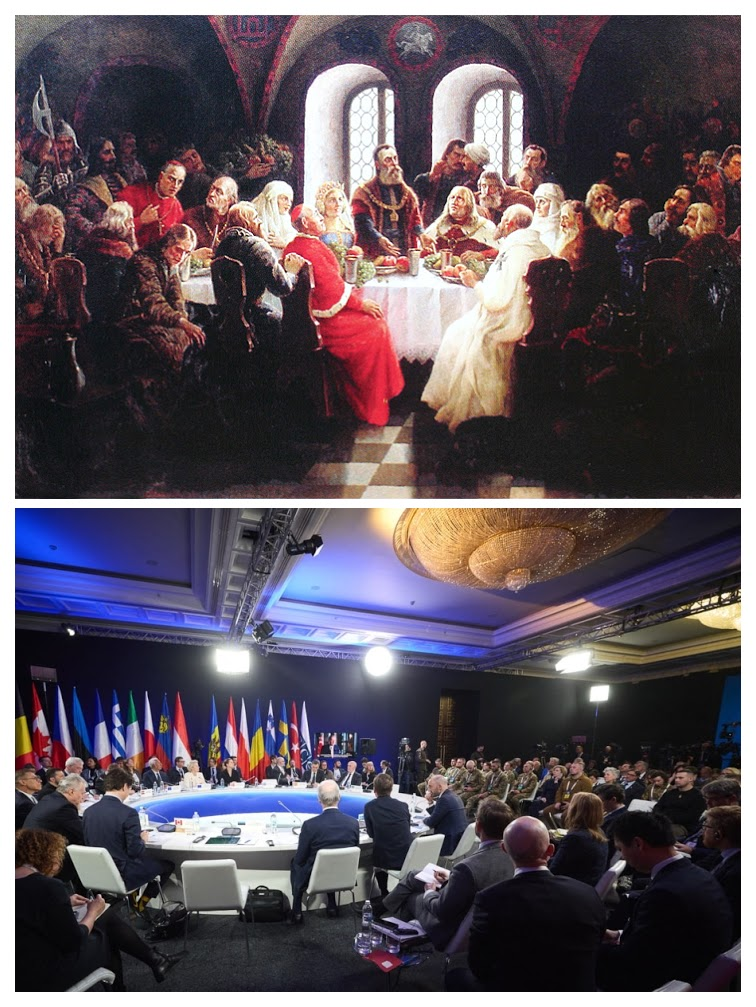
Порівняння двох подій